# Гонене на змей
Гонене на змей (Гонитба на змей, Потера на змей) е български обичай, изпълняван при продължително засушаване (без да е календарно обвързан), разпространен главно в Западна и Северозападна България и централните части на Стара планина.

## Ритуал
Според народните вярвания, когато настъпи продължителна суша, за чието прекратяване не помагат обичайните обреди за предизвикване на дъжд като молебени, Пеперуда и Герман, е необходимо да се пристъпи към прогонване на змея, на когото в такъв случай се приписва предизвикваното на сушата. Смята се, че това е някакъв змей-пришълец, който не пази и покровителства селището и околностите му (както, ако би бил местен, „домашен“), а е дошъл там с вредителска или грабителска цел. За прогонване на чудовището се изпълнява обичаят „Гонене на змей“.
Когато общността вземе решение да бъде изпълнен ритуалът, селският глашатай (вестоносец) обикаля цялото селище и с викане известява всички за това и съобщава кога ще се проведе той. Това се прави с цел хората в уреченото време да оставят отворени дворните и къщните врати, за да могат гончиите да проникнат навсякъде, тъй като според вярването змеят (който може да става невидим) може да се намира някъде из къщите - в зимника, дворните постройки или някъде по двора на която и да било от тях, както и по плетищата или пътеките из селото. Освен това по този начин предупреждават младите моми, булките и жените да се скрият, защото подгоненият змей може да грабне/отвлече/плени някоя от тях (с намерението да влезе с нея в сексуална връзка).
Участниците в прогонването на змея са въобще месни мъже - млади момци, ергени или женени мъже, задължително едри и силни физически. За да се осигури успеха на начинанието, самоличността им не се обявява предварително на никой друг.
Около полунощ гончиите, съвсем голи, без никакви дрехи или обувки по себе си, тръгват из селото въоръжени с дебели тояги. Ако селото е малко вървят заедно, ако е голямо – се разделят на няколко групи (чети). Те влизат във всеки двор, във всяка постройка и във всяка къща и мушкат и ръчкат с тоягите по всички ъгли и кътчета, където предполагат, че може да се е скрил змеят. Това се прави и по дворните огради, куповете сено или слама, крайпътните храсти и т.н. Обикаля се цялото село и землището му с градините, водениците, кошарите и пр. 
Гончиите трябва да спазват абсолютно мълчание; вярва се, че който издаде и звук, змеят ще го „удари“ и удареният „ще оградиса“ – ще се разболее от тежка болест („лошата болест“). Всички други жители на селището трябва да са скрити, тъй като освен от пакостите на змея, оказалият се на пътя им е заплашен и от побой от страна на гончиите. След като обиколят цялото селище и землището му, участниците в обреда, все така спазвайки пълно мълчание, отиват на реката (или друго подходящо място), където се окъпват, обличат се и на зазоряване се прибират вкъщи. С това обредът се счита за приключен и се вярва, че змеят е прогонен и скоро ще завали дъжд.